# Die Axt (1974)
Die Axt (Originaltitel: Axe) ist ein US-amerikanischer Horrorfilm aus dem Jahr 1974.

## Handlung
Die drei Gauner Steele, Lomax und Billy erwarten in einem Hotelzimmer Aubrey, der ihnen Geld schuldet. Aubrey taucht in Begleitung eines Freundes auf, wird dennoch von Lomax getötet. Der Freund wird aus dem Fenster gestoßen. Die drei Verbrecher können entkommen. Sie fahren über Land und erreichen einen kleinen Laden. Steele und Lomax terrorisieren die Angestellte, während Billy Gewissensbisse hat.
Am nächsten Tag stoßen sie auf ein abgelegenes Farmhaus, das von Lisa bewohnt wird, die ihren körperlich behinderten Großvater pflegt. Sie erlaubt den Männern im Haus zu übernachten. Als die Polizei auf ihrer Suche nach den Verbrechern die Farm erreicht, wird Lisa von Steele und Lomax mit einer Waffe bedroht. Unter Druck gesetzt wimmelt sie die Polizisten ab.
In der Nacht versucht Lomax Lisa zu vergewaltigen. Lisa kann ihren Angreifer jedoch durch einen Kehlenschnitt töten. Im Badezimmer zerstückelt sie die Leiche mit einer Axt, die Leichenteile verstaut sie in einem Koffer. Billy hilft ihr am nächsten Morgen, den Koffer auf den Dachboden zu bringen. Als Blut aus dem Koffer rinnt, öffnet er ihn und finde die Überreste seines Kumpanen. Lisa behauptet daraufhin, Lomax sei von Steele umgebracht worden.
Lisa macht Steele in der Küche ein Sandwich, dabei macht ihr Steele Komplimente. Da Lisa seine Annäherungsversuche ignoriert, gerät er in Wut und bringt sie ins obere Geschoss. Während der Großvater Fernsehen schaut, kämpfen die beiden miteinander. Lisa kann Steele mit der Axt erschlagen.
Zum Abendessen macht Lisa Tomatensuppe. Sie füttert ihren Großvater im oberen Stockwerk, während Billy in der Küche isst. Dort findet er Steeles Ring im Kochtopf. Steeles Leiche kommt im Kamin zum Vorschein, in dem Lisa ihn verstaut hat. Während Lisa ihren Großvater versorgt, flieht der entsetzte Billy aus dem Haus. Draußen wird er von Polizisten, die auf ihrer Suche wieder zur Farm gekommen sind, erschossen.

## Kritiken
Das Lexikon des internationalen Films bezeichnet das Werk als „Grusel-Thriller, der mangelndes formales Geschick durch sehr blutrünstige Effekte wettzumachen versucht“.
Der Kritiker der Los Angeles Times beschrieb den Film als kranke Übung in übermäßigem Bildschirm-Sadismus. Er sei gefüllt mit drastischer Brutalität, die Darstellung des Blutes sei ekelerregend, die filmische Erfahrung menschenverachtend.
Demgegenüber wünschte Frank Lovace vom TV Guide, Friedel würde mehr Filme inszenieren.

## Hintergrund
Unter dem Titel Lisa, Lisa wurde der Film im Dezember 1974 in Spartanburg (South Carolina) uraufgeführt. Am 23. Juli 1977 fand eine Wiederuraufführung, diesmal unter dem Titel Axe statt. In Deutschland kam der Film 1982 auf Video heraus.
Der Film wurde in Charlotte in North Carolina gedreht.